# 特拉科潘
特拉科潘（Tlacopan）亦稱為塔古巴（Tacuba），是坐落於特斯科科湖西岸的一座特帕內克人的城邦。
特拉科潘原是阿斯卡波特薩爾科的藩屬，但它後來與特諾奇蒂特蘭、特斯科科結為同盟，連手擊敗阿斯卡波特薩爾科。在那之後，特拉科潘的君主奪取了特帕內克之王（Tepaneca tecuhtli）的稱號，並且成為阿茲特克帝國的核心；帝國貢品的五分之一將歸於特拉科潘──直到三方聯盟在1521年被西班牙征服者荷南·科爾蒂斯征服為止。